# August Nagel

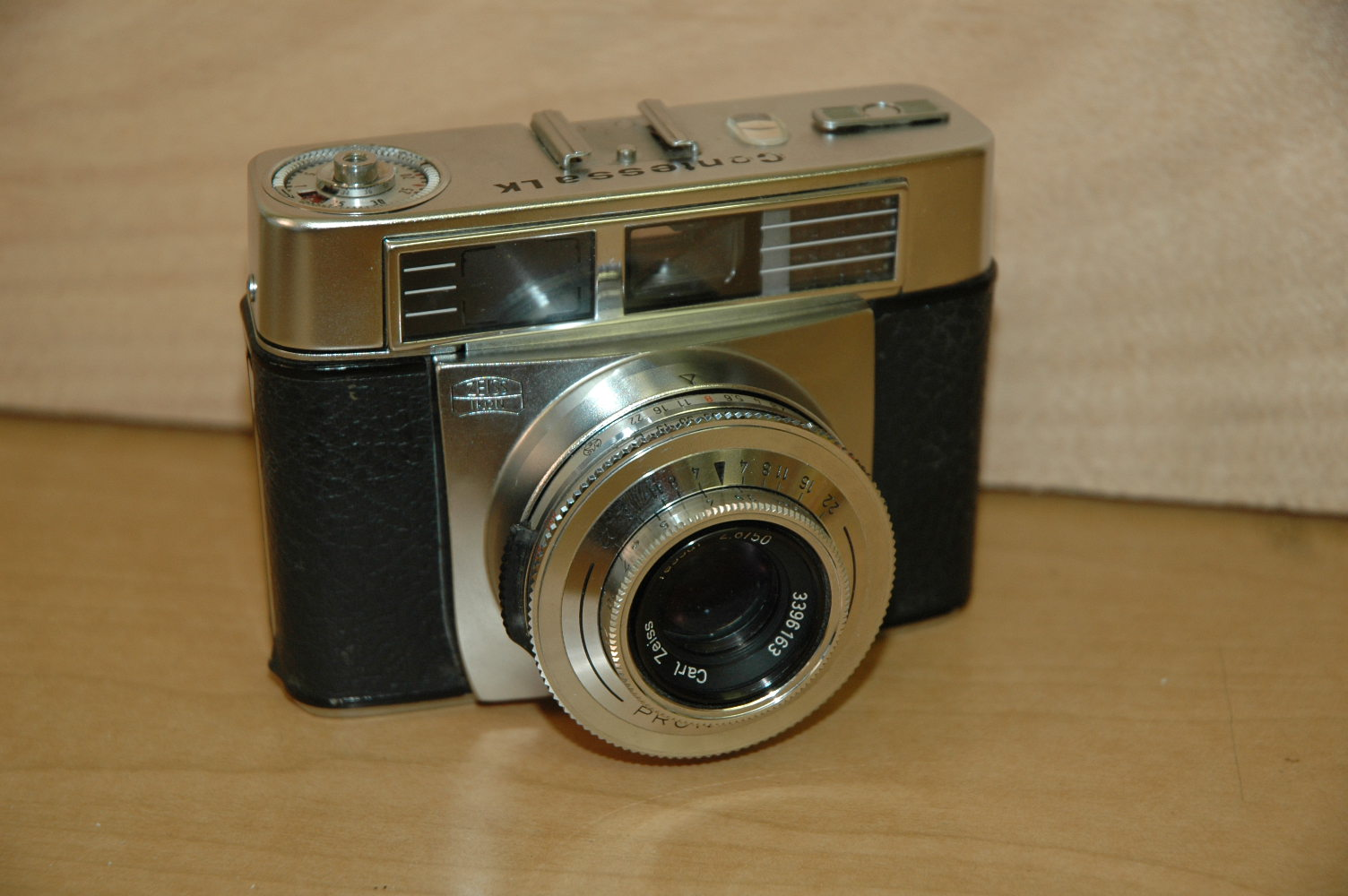
Zeiss Ikon Contessa, Modell LK

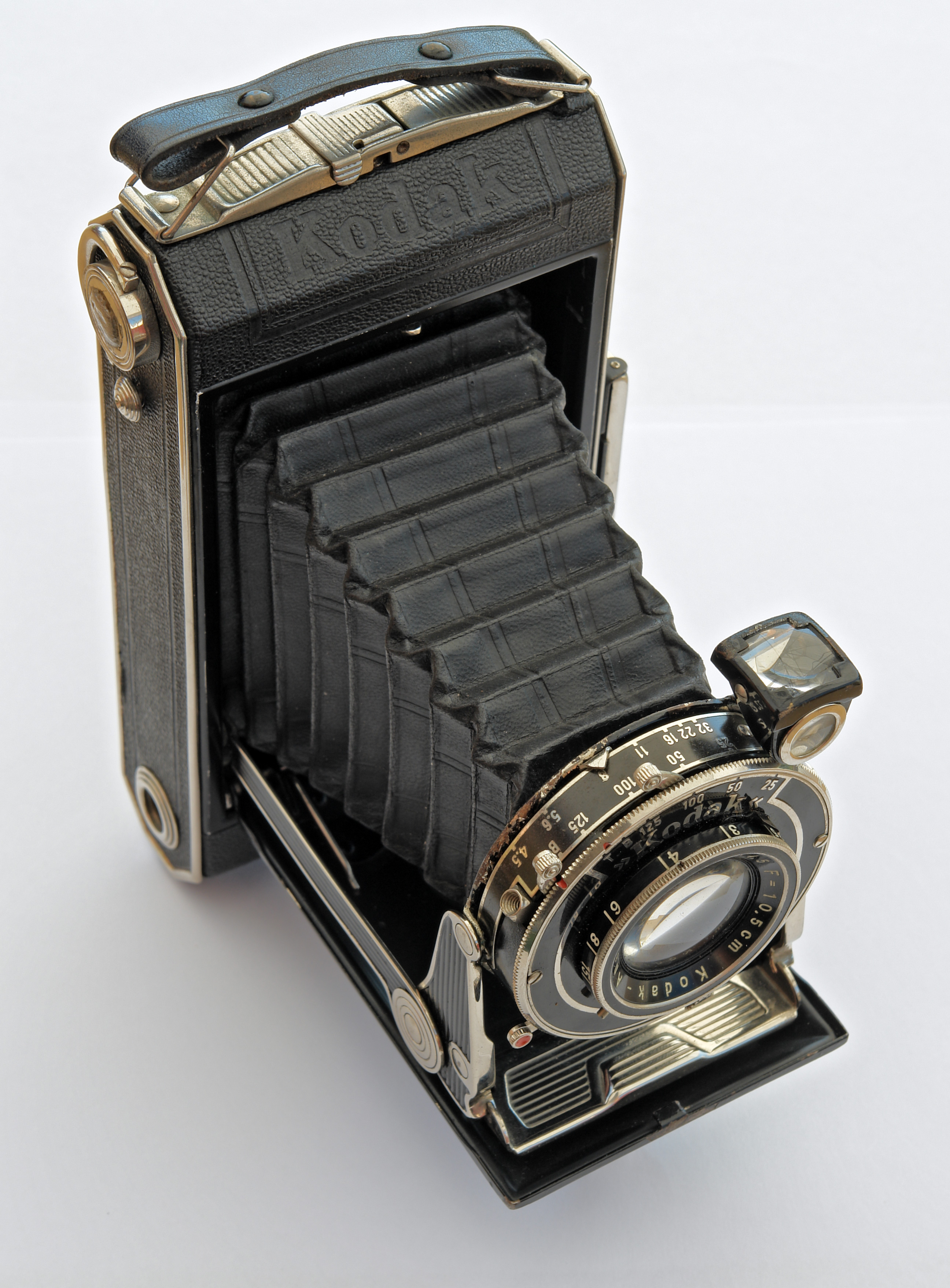
Kodak Vollenda, Modell 620

August Nagel (Pfrondorf, 5 giugno 1882 – Stoccarda, 30 ottobre 1943) è stato un progettista e imprenditore tedesco, fabbricante di fotocamere.

## Biografia
August Nagel fu un progettista tedesco che fabbricò anche le sue fotocamere. Nagel iniziò come apprendista di una piccola officina meccanica come Handelsschule e lavorò in diverse aziende come venditore. Nel tempo libero si dilettava di fotografia e nella progettazione di macchine fotografiche.
Fondò nel 1908, all'età di 26 anni, assieme al suo amico Carl Drexler, la firma Drexler & Nagel di Stoccarda, per la costruzione di Fotoapparate und Fotobedarf (Macchine fotografiche e forniture fotografiche). La prima fotocamera della giovane ditta fu nel 1908 la Contessa n. 1 per il formato 4 ½ × 7 cm, spessa solo 1 cm e pesante non più di 175 g.
Già nel 1909 la società si firmava Contessa-Camerawerke Stuttgart. Fino al 1910 vennero prodotti 23 diversi modelli di fotocamere, esportati in tutto il mondo. Come appassionato di sport d'aria e pilota di mongolfiere Nagel fu un pioniere nell'idea di utilizzare le fotocamere per cartografia, geografia e impieghi militari. Con il modello Atlanta costruì una macchina apposita per le mongolfiere. Durante il lavoro per lo sviluppo di tali macchine per riprese aeree consegue presso la Universität Freiburg, nel 1918 a 36 anni di età, il dottorato Ph.D, Dr. phil. rer. nat.
Durante la Grande Guerra dovette utilizzare la propria fabbrica con 500 dipendenti per la produzione di armamenti. Nel 1919 acquisisce la Nettel-Camerawerke di Sontheim am Neckar. A quel tempo ebbe tre siti produttivi a Stoccarda, Reutlingen e Böblingen della produzione Nettel. Con la Rollfilmkamera Picolette per il formato 4 × 6,5 cm (Typ 127) Nagel nel 1919 creò la serie di successo.
Fu seguito dallo sviluppo di Corarette, un rullino di pellicola fotografica con un meccanismo di guida del film che assicurava una planarità particolarmente buona della pellicola stessa. Con il Deckrullo-Nettel sviluppò Contessa, una popolare macchina fotografica da viaggio con stampa contemporanea. Contessa-Nettel con i suoi oltre 1.500 dipendenti nel 1926 divenne parte della nuova formazione  Zeiss Ikon AG, con sede a Dresda, il cui direttore di produzione era Nagel.
Già nel 1928 si staccò nuovamente dalla Zeiss e fondò la Fabbrica Dr. August-Nagel-per la meccanica di precisione. In modelli come Librette e Recomar Nagel mostrò le sue affermazioni di fotocamere maneggevoli ed eleganti. La rivista L'industria fotografica tedesca scriveva nel 1933 sul lavoro di Nagel: "Nonostante il malessere economico di questi momenti il Dr. August Nagel è riuscito ad ottenere per la sua nuova azienda in breve tempo una grande reputazione e a dare la fama ai suoi prodotti in tutto il mondo''. Nel 1932 vendette la sua azienda alla  Kodak AG di Berlino, ma conservò gran parte dei suoi diritti di produzione.
Nei primi anni 30  fu sviluppata da Oskar Barnack la  Leica Camera, in costante crescita. Tuttavia, il prezzo poneva ancora limiti ristretti alla vendita di grandi quantità. È stato riferito che fino al 1933 solo circa 16.700 Leica potevano essere vendute in tutto il mondo. La fotografia con un piccolo formato era quindi nel 1933 ancora il dominio di un certo numero di ricchi fotoamatori e fotografi professionisti. Su queste premesse partì il piano ambizioso di August Nagel per sviluppare una macchina fotografica in miniatura per una vasta gamma di acquirenti. Dopo la sua presentazione, avrebbero dovuto costruire una  fotocamera che rendesse tecnicamente possibile la qualità e la robustezza, ma che fosse facile da maneggiare. Infine, il prezzo di vendita avrebbe dovuto essere significativamente inferiore alla falsità delle recenti piccole fotocamere.
Con l'aggiunta di forza finanziaria e le effettive vendite di Kodak AG  Kodak Retina  a tale prezzo popolare di 75 Mark sensazionale per una fotocamera di precisione a piccolo schermo il progetto potrebbe anche essere presentato nel mese di luglio 1934 al pubblico, che aveva contribuito in modo significativo al successo della fotografia di piccolo formato.
I commenti degli esperti indicano che consideravano questa macchina fotografica come fosse completamente da costruire. Ancora più stupefacente che Nigel portasse negli anni a venire, con un concetto di base immutato, tutta una serie di talvolta importanti miglioramenti nella progettazione della macchina fotografica e poterono svilupparsi anche le versioni a basso costo della Retina, arrivata sul mercato nel 1939 con il nome di Retinette. Il 1939 fu la produzione di un vasto programma di fotocamere Kodak a Stoccarda nel momento di massima produttività. Oltre ai miglioramenti in corso nella "Retina", ha potuto produrre molte varianti, tra gli altri nuovi progetti, in particolare la sua popolare serie "Vollenda" Rollfilmkamera.
August Nagel muore nel 1943 all'età di 61 anni. La Nagel-Werk, a quel tempo impegnata negli armamenti, fu bombardata nel 1944.

## Opere
- (DE)  Über den Werdegang der Handcamera. 1918.